# Крштење Исуса
Крштење Христово је догађај у животу Исуса Христа који се десио када је он имао око 30 година. На обали реке Јордан, га је крстио свети Јован Крститељ, у знак очишћења од грехова. Он је примио од њега крштење, будући да је био безгрешан, да би тим својим делом осветио цео обред. Тиме је успостављена света тајна крштења, којом долази до човековог очишћења од грехова и његовог учлањења у црквену заједницу. Крштење Христово православна црква прославља као празник Крстовдан, дан уочи  Богојављења.
Богојављење Господње је хришћански празник установљен у част догађаја из јеванђељске историје, крштења Исуса Христа у реци Јордану од Јована Крститеља. Приликом крштења, према сва три синоптичка јеванђеља, Дух Свети је сишао на Исуса у виду голуба; у исто време, глас са неба је објавио: „Ово је Син мој љубљени, који је по мојој вољи“ (Матеј 3:17). Јеванђеље по Јовану говори и о крштењу Исуса Христа у водама Јордана и силаску Светога Духа, али не директно, већ у виду сведочанства Јована Крститеља (Јн. 1, 29-33).
У свим историјским црквама овај празник је везан за датум древног празника Богојављења, односно 6. јануара. Међутим, у исто време у римокатоличкој традицији, само прослављање Богојављења темпирано је да се поклопи са прославом Богојављења (односно недељу дана касније, 13. јануара, по предреформском обреду, а после Другог ватиканског сабора — на најближа недеља по Богојављењу).
Православне цркве, које се придржавају јулијанског календара, славе 6 (19) јануар; за ове цркве овај дан у 21. веку пада на 19. јануар по грегоријанском календару. Други, укључујући и Цариградску патријаршију, славе Богојављење 6. јануара по новојулијанском календару. У православљу празник „Крштење Господње“ је један од дванаест великих празника.
у Јерменској апостолској цркви овај дан је и даље посвећен сећању не само на Крштење Исуса Христа, већ и на Његово Рођење, и чини јединствен празник Богојављења.

## Празнични догађај
Према јеванђељском наративу, Исус Христос (у 30. години — Лк. 3,23) дошао је код Јована Крститеља, који је био близу реке Јордан у Витавари (Јн. 1,28), са циљем да се крсти.
Јован, који је много проповедао о скором Месијином доласку, видео је Исуса и изненадио се и рекао: „Треба да се крстим од тебе, а ти долазиш мени? На то је Исус одговорио да „доликује да испунимо сву праведност“ и примио је крштење од Јована. Приликом крштења „отвори се небеса, и Дух Свети сиђе на Њега у телесном облику као голуб, и зачу се глас с неба који говори: Ти си Син мој љубљени; Веома сам задовољан тобом!” (Лука 3:21-22).
Тако је, уз учешће Јована, месијанска улога Исуса Христа била јавно посведочена. Крштење Христово, које се тада догодило, сматра се првим догађајем његовог јавног деловања. После Исусовог крштења, „И Јован је крстио у Енону, близу Салима, јер је тамо било много воде; и дођоше [тамо] и крстише се“ (Јован 3:23). Јеванђелист Јован јављање првог од дванаест апостола повезује управо са проповедом Јована Крститеља: „Сутрадан поново стадоше Јован и двојица његових ученика. И видевши Исуса како долази, рече: Ево Јагњета Божјег. Када су оба ученика чула ове речи од њега, пођоше за Исусом“ (Јован 1:35-37).
Према јеванђељском сведочењу, након крштења, Исус Христос се, вођен Духом светим, повукао у пустињу како би се у самоћи, молитвом и постом припремио за испуњење мисије са којом је дошао на земљу. Исус је „четрдесет дана био искушаван од ђавола и тих дана није ништа јео, а на крају њих огладне“ (Лука 4:2). Тада му је пришао ђаво и са три завођења покушао да га, као и сваког другог, наведе на грех.

## Место крштења
Тачна локација места крштења Исуса Христа није позната. Већина раних грчких новозаветних рукописа назива место Исусовог крштења као Бетанија Трансјорданија (Βηθανια περαν του ᾿Ιορδανου). Сматра се да је име Бетабара први предложио Ориген, али га је он лоцирао на западној обали реке Јордана. У словенској Библији место крштења се зове Бетавара на другој страни Јордана (Вифавара бисха об пол Јордан), у Новој Библији краља Џејмса. (НКЈВ) — Витавара преко Јордана (Бетхабара онкрај Јордана), у грчкој Библији и Новој Вулгати — Витанија преко Јордана.
Међутим, мапа Мадабе из 6. века показује место Крштења наспрам Јерихона на западној обали реке, то јест, не иза Јордана када се посматра са западне обале. Постоји претпоставка да је аутор мапе Мадабе, који је живео на источној обали Јордана, разумео фразу иза Јордана у смислу места које се налази на другој обали у односу на њу, иако је аутор Јеванђеља , наравно, разумео предлог за као смештен на источној обали. Ходочасник Теодосије [Герман] (5-6. век) је известио да је на месту Крштења Исуса Христа постојао мермерни стуб са гвозденим крстом.
До 6-7. века традиционално место Крштења Исуса Христа налазило се на источној обали Јордана у близини Јерихона, али се после арапског освајања Палестине (640) сматрало да се место крштења налази и код Јерихона, али на западној обали због неприступачности источне. Временом место крштења је изгубљено због уништења цркава које се тамо налазиле.
Временом је река Јордан променила свој ток, тако да се тренутно место Исусовог крштења налази на сувом.
Крајем 15. века веровало се да се место крштења налази у Бет-Абари (Бетх-Абара, позната и као Бетвара (Судије 7:24)) у области савременог Аленбијевог моста, али се од 16. века верује да је то око манастира Светог Јована, око 10 км источно од Јерихона. Истовремено, остаје нејасно са које је тачно обале Исус ушао у реку. На западној обали ово место се зове Каср ел Јахуд (под контролом Израела), на источној обали, наспрам њега - Ел-Макхтас (Вади ел-Харар) у Јордану. Током ископавања у Вади ел-Харару, откривена је велика мермерна плоча, очигледно основа стуба коју помиње ходочасник Теодосије.

## Порекло датума
На хришћанском Истоку (у Јерменској цркви — до сада) 6. јануар се сматрао датумом Рођења Христовог, а тек после 4. века проширила се западна традиција да се Божић прославља 25. децембра. Порекло оба датума остаје предмет расправе између две супротстављене теорије. 
Према В.П. Кузенкову, из хронолошке шеме Климента Александријског, датум Рођења Христовог се изводи као 6. јануар пне. Сам Климент то не помиње, али наводи датум крштења прихваћен у александријској школи гностичких Василида — 11. (или 15.) египатски месец Тиби у 15. години владавине Тиберија. У зиму 28/29 н. е. овај датум је одговарао 24. децембру покретне године или 6. јануару фиксне (римске) године.